# 코모토 하지메
코모토 하지메 (甲本 一)는 일본의 만화가이다. 주간 소년 점프 연재작 마슐로 잘 알려져 있다.

## 내력
사회 경험이 있다.
2018년, 폭렬면접시험 (爆裂面接試験)이 아카츠카상 가작을 수상한다.（柏崎康一名義） 2019년, 야마다 타로우 (山田太太郎) 명의로 쓴 리버럴 풍기위원회 (リベラル風紀委員 山田太郎)로 데뷔한다. 
2020년, 주간 소년 점프 (슈에이샤) 9호에 그의 대표작 "마슐"을 연재한다. 본 작품이 "다음에 올 만화대상 2020"에서 11위를 기록하며 "전국서점원이 뽑은 추천만화 2021"에서 3위를 수상한다. 2023년 31호에서 해당 작품을 완결 짓는다.

## 인물

### 작풍
만화를 그릴 때에 글자의 크기나 행수에 신경을 쓰고 있으며, 그림에 대해서는 "처음으로 캐릭터의 관계를 알 수 있는 전체의 그림을 넣는다"는 것을 중요시 여긴다고 한다. 액션 씬을 그릴 때에는 "한 폭의 그림에서는 안쪽에서 앞으로 퍼스가 꽉 끼도록" 궁리하고 있다.고모토는 "위험(やばい, 야바이)"한 캐릭터를 선호하기 때문에 자신의 만화에 등장하는 인물에 대해서도 해당 대사를 적극 인용해 묘사하고 있다고 한다."위험"한 캐릭터를 좋아하고 있어 자신의 만화에 등장하는 인물에 대해서도 대사를 극단적으로,"일단 위험한 사람"이 되게 묘사하고 있다고 한다. 헬스장에 다니는 시간을 확보하기 위해서 "힘을 빼야 할 때는 뺀다"라고 한다.

### 영향 받은 작품
- WEB판의 원펀맨을 좋아하고, 영향을 받고 있으며, 귀멸의 칼날을 보고 캐릭터 디자인에 아이템이나 모티브를 넣으면 캐릭터의 아이콘이 되는 것이라고 생각했다고 한다.[13]

## 작품 목록

### 연재 작품
- 마슐（주간 소년 점프 2020년 9호[4] - 2023년 31호[8], 전18권） - 코모토 하지메 (甲本一) 명의.

### 완결 작품
- 리버럴 풍기위원 (リベラル風紀委員, 점프 GIGA 2019 WINTER vol.1) - 야마다 타로 (山田太郎) 카시와자키 코오이치 (柏崎康一)  명의[3], 데뷔작.
- 파괴 신 시바 자키야 (破壊神シヴァ崎くん, 점프 GIGA2019 SUMMER vol.1) - 코우이치로 (こういちろう) 명의.

## 관련 인물
- 아사이 토모스케 (浅井友輔) - 담당 편집자[14]